# Ålesundsraset
Ålesundsraset var ett ras som inträffade i vid halv fyra-tiden på morgonen onsdagen den 26 mars 2008 i den norska staden Ålesund.

## Bakgrund
Møre og Romsdal är ett av Norges mest skred- och rasutsatta fylken och 2006 genomförde landshövdingen en omfattande kartläggning av alla skred- och översvämningsbenägna områden i länet. Den vanligaste bergarten i Sunnmøre är gnejs, som också är berget bakom flerfamiljhuset i Fjelltunvegen.

## Händelseförlopp
En bergssida bakom ett flerfamiljshus (uppfört 2004 i sex våningar) på Fjelltunvegen 31 i Ålesund sprack, rasade ned och trycktes in i bostadshuset. Hela byggnaden försköts några meter framåt och de två nedersta våningarna rasade ihop. Ett nytt ras vid åttatiden på morgonen förvärrade situationen ytterligare och stora delar av bostadsområdet evakuerades. Det andra raset ledde till att en propantank under huset antändes och gav upphov till stark rökutveckling. Redan nu började räddningsledningen frukta att hela huset skulle rasa till följd av att betongens hållfasthet hade försämrats kraftigt i samband med branden. När huset sedan började rasa befann sig 20 personer inne i det, varav fem omkom. Den lokala brandkåren skickade in två brandmän i byggnaden, och de lyckades rädda en skadad och instängd person från ruinerna.
Övriga 15 personer fördes till sjukhus, varav två fick medicinsk behandling.
Under dagen utvecklades branden och spred sig till tredje våningen i den rasade byggnaden, vilket medförde större svårigheter för räddnings- och släckningsarbetet samt ökade risken för en explosion i propantanken. Skredet som flyttade klippblocket flera meter framåt uppskattade länsgeologen i Møre og Romsdal, Einar Anda, till 1000 m³.

## De avlidna
Den 27 mars offentliggjorde polisen namnen på de fem personer som då saknades. En av de saknade hittades död och fördes ut ur ruinerna den 3 april, efter att räddningspersonal, inklusive specialister från Oslos brand- och räddningstjänst, sökt igenom den kollapsade byggnaden. Nästa dag hämtades ytterligare en av de saknade från resterna av byggnaden.
Den sista av de fem avlidna hittades nästan tre veckor senare och hämtades ut ur ruinerna den 18 april.

## Ekonomiska förluster
Försäkringsbolaget If, som hade försäkringen på byggnaden, uppgav den 27 mars att de uppskattade sina egna kostnader till mellan 60 och 70 miljoner norska kronor, men att de totala kostnaderna kunde nå 100 miljoner norska kronor.

## Orsak
Geologen och skredexperten Lars Harald Blikra från Norges geologiske undersøkelse (NGU) i Trondheim sade till media att frostsprängningar i sprickor i berget bakom byggnaden kan ha utlöst raset. Steinar Trygstad, byggteknisk konsult på Rambøll Norge, sade till TV 2 att även han trodde att kollapsen var orsakad av frostsprängningar. Skredet som flyttade blocket flera meter framåt uppskattas av länsgeologen i Møre og Romsdal, Einar Anda, till 1000 m³.

## Ansvar
Geologen Geir Bertelsen från Geo Bergen AS berättade för media efter kollapsen att han innan byggnaden byggdes rådde utvecklarna av det rasade kvarteret i Ålesund att spränga bort och ta bort stenen som kollapsade och orsakade kollapsen. "En del av sprickan var synlig. Jag rekommenderade att de skulle spränga bort en del av berget och skrev att det som återstod måste säkras med bultar, säger Geir Bertelsen till Nettavisen.
Samma dag som olyckan vägrade Rambøll Norge att publicera den geologiska rapporten som visade att berget bakom katastrofblocket i Ålesund var farligt, eftersom företaget ville ha tid att gå igenom det själv först. Nettavisen publicerade rapporten i sin helhet senare under dagen.
Ålesunds kommun publicerade byggansökan för byggnaden den 27 mars. I ansökan, daterad 2001-12-19, har sökandena, arkitekterna Solheim & Søvik AS, och projektägaren Fjelltunveien 31 AS, kryssat för "Ja" på frågan på blanketten om det fanns tillräcklig säkerhet mot fara eller betydande olägenhet till följd av risken för jordskred.

## Offentlig granskning
Statsminister Jens Stoltenberg meddelade samma dag som olyckan att han skulle kräva att en offentlig utredning skulle inledas, för att hitta svar på hur berget kunde spricka och förstöra flerfamiljshuset. "Det här är en mycket allvarlig olycka som vi måste gå till botten med. Både lokalt och centralt, när räddningsarbetet är avslutat, kommer en utredning av olyckan att inledas", säger Stoltenberg.
Justitiedepartementet och Ålesunds kommun beslutade att de skulle samarbeta för att utreda olyckan vid Fjelltunvegen 31. En grupp skulle tillsättas för att gå igenom tragedin i detalj, enligt vice borgmästaren i Ålesund, Lodve Solholm. Landshövdingen i Møre og Romsdal planerade å sin sida en utvärdering i september samma år av erfarenheterna från Ålesundsskredet och den efterföljande räddningen.

## Reaktioner
Kung Harald och drottning Sonja skickade ett telegram till borgmästare Bjørn Tømmerdal, där det stod: "Vi är djupt skakade av nyheten om den tragiska händelse som har drabbat så många människor och ber er att framföra våra varmaste hälsningar till de drabbade".
Statsminister Stoltenberg sade: "Detta är en tragisk olycka som har påverkat lokalsamhället. Mina tankar går nu först och främst till alla som drabbats av olyckan”.
Brandmästare Håvard Bakken i specialgruppen NORSAR uppgav att han trodde att olyckan i Fjelltunvegen är den värsta i sitt slag i Norge på senare tid, bara arbetet i efterdyningarna av skreden i Bergen 2005 kan jämföras. "Såvitt jag vet har vi på senare tid aldrig haft en sämre situation i Norge", sade Bakken.
Stortingsrepresentant Elisabeth Røbekk Nørve (Høyre) var en av grannarna till kvarteret, och kände själv flera av de saknade. Hon sa: "Det är helt overkligt att något sådant här kan hända här i närheten. Det kommer så nära oss att det blir helt fruktansvärt" och "Det är fruktansvärt tragiskt med de som inte har hittats. Alla påverkas av detta”.
Fotbollsspelaren John Arne Riise blev chockad när han hörde om händelsen i sin hemstad: ”Det här är väldigt skrämmande. Mina tankar går till de anhöriga som saknar sina nära och kära”.
Arkitekt Ole Wiksen Wiig konstaterade i en artikel i Teknisk Ukeblad att "När jag såg sektionsritningarna från tomten i Ålesund och hur mycket massa som tagits bort slog det mig att det är groteskt hur mycket energi vi använder för att skapa en tomt som är inte där" och "Jag undrar om det är rätt att skapa en tomt i en stad där det finns tillräckligt med andra lediga tomter".